# 谷井あすか
谷井 あすか（たにい あすか、1978年6月19日 - ）は、日本の女性声優。所属事務所はマウスプロモーション。富山県出身。

## 経歴
- 1999年、東京アナウンスアカデミー声優研究会卒業[2]。
- 2000年にマウスプロモーション（江崎プロダクション）養成所へ入所[2]。
- 2001年、マウス所属の声優としてデビューを果たした。

## 人物
アニメ、外画の吹き替え、CDドラマ、ゲームなどで活躍している。
かわいい女の子を演じており、大人の女性も演じることも可能である。

## 出演
太字はメインキャラクター。

### テレビアニメ
2001年
- しあわせソウのオコジョさん（田所るる、田所るか、西塔みゆ、ヒャッホー 他）
- よばれてとびでて!アクビちゃん（2001年 - 2002年、アクビ）

2002年
- 朝霧の巫女（女子B）
- おジャ魔女どれみドッカ〜ン!（ナターシャ）
- 東京ミュウミュウ（ハナチャ）
- パタパタ飛行船の冒険（アイシェ）
- ぱにょぱにょデ・ジ・キャラット（エリザベス）
- ふぉうちゅんドッグす（パピー、ホワイティ、ケイト、女の子）
- 円盤皇女ワるきゅーレ（2002年 - 2003年、れみ、女子、みどり）- 2シリーズ

2003年
- WOLF'S RAIN（研究員B）
- onちゃん夢パワー大冒険!（宮本ハルカ）
- ギャラクシーエンジェル（第3期）（D子）
- 銀河鉄道物語（ケイト）
- グリーングリーン（女子生徒）
- デジガールPOP!（PC音、女の子2）
- プリンセスチュチュ（ツチブタンヌ）

2004年
- エルフェンリート（秘書）
- 下級生2 〜瞳の中の少女たち〜（ハルミ）
- ケロロ軍曹（霜月やよい、猫、吉祥学園2年A組担任、ポヤン 他）
- それいけ!ズッコケ三人組（茜）
- 蒼穹のファフナー（女子生徒）
- NARUTO -ナルト-（子供、ほすてすさん）
- 双恋（男子B）
- ブラック・ジャック（チャコ、ルナルナ、タカシ〈赤ちゃん〉 他）
- 魔法少女リリカルなのは（2004年 - 2005年、ファリン・K・エーアリヒカイト、リーゼアリア）- 2シリーズ
- 焼きたて!!ジャぱん（河内ひろみ、バク）

2005年
- おくさまは女子高生（委員長）
- ガンパレード・オーケストラ（受付兵）
- 銀盤カレイドスコープ（少女）
- 甲虫王者ムシキング 森の民の伝説（女の子）
- SHUFFLE!（海の家のアルバイト）
- ふたりはプリキュアMax Heart（ルルン）
- まじめにふまじめ かいけつゾロリ（2005年 - 2006年、女子生徒、モゴちゃん、ペル美、子供B）
- LOVELESS（女生徒）

2006年
- N・H・Kにようこそ!（森岡みき）
- 銀河鉄道物語 〜永遠への分岐点〜（ケイト）
- 結界師（少女）
- 地獄少女（ユミ）
- 少女チャングムの夢
- 奏光のストレイン（カアマイクル、マリエット）
- NIGHT HEAD GENESIS（浪川ひとみ）
- 西の善き魔女 Astrea Testament（女子B）
- フラカッパー（メレちゃん）
- よみがえる空 -RESCUE WINGS-（岡田さくら、中倉智恵美）
- 落語天女おゆい（女子部員、町娘、取り巻き）
- ワンワンセレプー それゆけ!徹之進（ユキ、ひろ子、秘書）

2007年
- 古代王者 恐竜キング Dキッズ・アドベンチャー（ガブ、ロア）
- さよなら絶望先生（2007年 - 2009年、小森霧、三珠真夜、最高の女）- 3シリーズ
- 少年陰陽師（内親王脩子）

2008年
- 古代王者 恐竜キング Dキッズ・アドベンチャー 翼竜伝説（ガブ〈初代〉、ロア〈初代〉、ミハサ〈初代〉）

2009年
- スティッチ! 〜いたずらエイリアンの大冒険〜（ミスター・ステンチー）
- 東京マグニチュード8.0
- はっけん たいけん だいすき!しまじろう（てるてるぼうずくん）

2010年
- ジュエルペット てぃんくる☆（テン・ビンちゃん）
- ダンス イン ザ ヴァンパイアバンド（ネロ、クララ、女子執行部員D）

2011年
- これはゾンビですか?（クマッチ）
- 日常（小学校の先生）
- 47都道府犬（富山犬）

2012年
- ドラえもん（テレビ朝日版第2期）（アッちゃん）

2014年
- アイカツ!（持田ちまき）

2018年
- あまんちゅ!〜あどばんす〜（通行人）

### 劇場アニメ
- WXIII 機動警察パトレイバー（2002年）[12]
- 映画 ふたりはプリキュア Max Heart 2 雪空のともだち（2005年、ルルン）
- 超劇場版ケロロ軍曹（2006年、霜月やよい、猫）
- 映画 プリキュアオールスターズDX みんなともだちっ☆奇跡の全員大集合!（2009年、ルルン）
- 超劇場版ケロロ軍曹 撃侵ドラゴンウォリアーズであります!（2009年、霜月やよい、猫）
- 映画 プリキュアオールスターズDX2 希望の光☆レインボージュエルを守れ!（2010年、ルルン）
- 映画 プリキュアオールスターズDX3 未来にとどけ! 世界をつなぐ☆虹色の花（2011年、ルルン）
- 映画 プリキュアオールスターズ みんなで歌う♪奇跡の魔法!（2016年、ルルン）

### OVA
- いちご100% 桜海学園エクソダス編（2005年、女生徒J）
- MUNTO 時の壁をこえて（2005年、日高望）
- 円盤皇女ワるきゅーレ（2005年 - 2006年、みどり、るる、キーナ、れみ、ノート） - 2作品
- マリア様がみてる 3rdシーズン（2006年、京極貴恵子）
- さよなら絶望先生 シリーズ（2008年 - 2009年、小森霧） - 2作品

### Webアニメ
- マウスどうぶつえん（2017年、アライグマのあすか）

### ゲーム
2001年
- Great Series Sequence Palladium（チェルニー・ウィンプリム）

2002年
- ギャラクシーエンジェル（2002年 - 2004年、ノア）- 3作品

2003年
- 侍道2（天原の名なしっ子）
- ワイルドアームズ アルターコード:エフ

2004年
- 3年B組金八先生 伝説の教壇に立て!（月山美咲）

2005年
- 永遠のアセリア -この大地の果てで-（セリア・ブルースピリット、テムオリン）
- AngelWish 〜君の笑顔にチュッ!〜（千歳ゆきな）
- ぼくらのかぞく（プー）
- ローグギャラクシー（ミリ・ライザ）

2006年
- かまいたちの夜2 特別編（月山美咲）
- ギャラクシーエンジェルII（2006年 - 2009年、ノア）- 3作品
- クラッシュ・バンディクー フェスティバル（プーラ）
- みんなのテニス（エレノア）
- 花帰葬（希沙）
- ワイルドアームズ ザ フィフスヴァンガード（キャロル・アンダーソン）

2007年
- プリンセス・メーカー5（生駒玲於奈）
- マナケミア 〜学園の錬金術士たち〜（パメラ・イービス）

2008年
- バトルオブサンライズ（イリーナ・オースティン）

2009年
- トリニティ・ユニバース（パメラ）
- ロロナのアトリエ 〜アーランドの錬金術士〜（パメラ・イービス）

2010年
- 剣と魔法と学園モノ。3（クラッズ・男、ノーム・女）
- トトリのアトリエ 〜アーランドの錬金術士2〜（パメラ・イービス）

2011年
- 魔法少女リリカルなのはA's PORTABLE -THE GEARS OF DESTINY-（リーゼアリア、銀十字の書）
- メルルのアトリエ 〜アーランドの錬金術士3〜（パメラ・イービス）

2012年
- GRAVITY DAZE/重力的眩暈:上層への帰還において彼女の内宇宙に生じた摂動（シアネア）

2013年
- 新・ロロナのアトリエ はじまりの物語〜アーランドの錬金術士〜（パメラ・イービス）
- 嫁コレ（小森霧）

2015年
- ウチの姫さまがいちばんカワイイ（残念姫 ポーリー・コロン）
- ソフィーのアトリエ 〜不思議な本の錬金術士〜（パメラ・イービス）

2016年
- フィリスのアトリエ 〜不思議な旅の錬金術士〜（パメラ・イービス）

2017年
- GRAVITY DAZE 2/重力的眩暈完結編:上層への帰還の果て、彼女の内宇宙に収斂した選択（シアネア）
- モン娘☆は〜れむ（シャロン）
- リディー&スールのアトリエ 〜不思議な絵画の錬金術士〜（パメラ・イービス）

2019年
- ネルケと伝説の錬金術士たち 〜新たな大地のアトリエ〜（パメラ・イービス）
- ルルアのアトリエ 〜アーランドの錬金術士4〜（パメラ・イービス）
- モンスターストライク（2019年 - 2024年、グリム兄弟〈ヴィルヘルム〉）

### ドラマCD
- ドラマCD「天高く、雲は流れ」（レグヴァ）
- 陽炎ノスタルジア（美魔）
- ドラマCD 幸福喫茶3丁目（安倍川さくら）
- さよなら絶望先生 関連CD（小森霧）
  - かげろう（第I期EDテーマ「絶世美人」c/w）
  - かげろう（粘着質倍増）、デッド・ラインダンス、デス（絶望歌謡大全集）
  - 「絶望劇場」（小森霧、母親、校内放送）
  - マリオネット
  - 恋路ロマネスク（第2期OPテーマ「空想ルンバ」c/w）
  - ほれっ・ぽい（絶望大殺界）
  - おやすみ-END 他（かくれんぼか鬼ごっこよ）
- ドラマCD GP学園生徒会執行部シリーズ（熊葛小夏）
- ドラマCD 少年陰陽師（脩子）
- TSUBASA（高山みるく）
- ドラマCD ダンス ウィズ ザ ヴァンパイアメイド CDすぺしゃる（ネロ）
- 月に狼（妹、にんにん、赤ん坊）
- ハイガクラ シリーズ（花果）
  - ハイガクラ
  - ハイガクラ〜吉里吉里舞〜
- ドラマCD planetarian 〜ちいさなほしのゆめ〜 第三章 星の人（レビ）
- ドラマCD フルーツバスケット（女子生徒）
- Sound Horizon 作品
  - イドへ至る森へ至るイド（キャラクターボイス）
  - Märchen（キャラクターボイス）
- 魔法少女リリカルなのは The MOVIE 2nd A's ドラマCD付き特別鑑賞券 Side-Y（銀十字の書）

### 吹き替え
- アンナと王様（ファー・イン王女）
- アンタッチャブル
- ER緊急救命室
  - シーズンVI #18（エミリー）
  - シーズンVII #12（アラセリ〈チェルシー・レンドン〉）
  - シーズンVIII #14（バレリー〈ホイットニー・ヤング〉）
  - シーズンIX #8（マット〈ジョシュ・ハッチャーソン〉）、#22（チャンス〈リションダ・ネイピア〉）
  - シーズンXIII #7（少年〈タイ・パニッツ〉）
- WITHOUT A TRACE/FBI 失踪者を追え!（シボーン）
- ヴィレッジ
- 彼女は夢見るドラマクイーン
- 13デイズ（マーク・オドネル）
- スーパードッグエア・バディ/ベースボールで一発逆転!
- ステップフォード・ワイフ
- タッチング・イーブル〜闇を追う捜査官〜（リリー）
- ダーク・ブルー（アン）
- チョコレート
- 隣のリッチマン
- NIP/TUCK マイアミ整形外科医（アニー）
- ノービット
- PaPa（セビョル）
- パトリオット（スーダン）※テレビ東京版
- バグミーテンダー（グーグー）
- ビッグ・フィッシュ
- ヒップホップ・プレジデント
- フランケンシュタイン
- ブレイド3
- HEY!レイモンド（アニー、マイケル、ジェフリー）
- ヘラクレス（女子生徒）
- ヘンゼルとグレーテル（ケイティ）
- ヘンリー・プールはここにいる 〜壁の神様〜
- ぼくセザール10歳半 1m39cm
- ぼくのともだち/ドゥーマ
- マイ・ボディガード
- マドレーヌ（シャンタール）
- Mr.3000
- 名探偵モンク
- 40歳からの家族ケーカク（シャーロット）
- ラッツ（エイミー）
- ライオンたちとイングリッシュ
- レイブン 見えちゃってチョー大変!（マディソン）

### ラジオ
- インターネットラジオ わう＊アニ HOTレビュー（第13回から第103回まで）

### インターネットテレビ
- うらすたちゃ〜二の足〜（Oh!sama TV）（第 1回ゲスト）

### CM
- こっこ（いちごこっこちゃん）[22]